# Najbolje od najgoreg
Najbolje od najgoreg je prvi kompilacijski album srpskog garage rock/punk rock sastava Partibrejkers, kojeg je objavio MuSicLand 1996.

## Popis pjesama
| 1.    | »Ako si...«          | 2:04 |
| 2.    | »Hej ti dole«        | 2:32 |
| 3.    | »Ti moraš biti moja« | 2:41 |
| 4.    | »1000 godina«        | 4:46 |
| 5.    | »Stoj, Džoni«        | 3:29 |
| 6.    | »Ulični hodač«       | 4:07 |
| 7.    | »Večeras«            | 3:03 |
| 8.    | »Prsten«             | 3:42 |
| 9.    | »Put«                | 3:45 |
| 10.   | »Mesečeva kći«       | 4:10 |
| 11.   | »Kreni prema meni«   | 2:35 |
| 12.   | »Ona sve zna«        | 3:38 |
| 13.   | »Ono što pokušavam«  | 3:16 |
| 14.   | »Hipnotisana gomila« | 2:21 |
| 15.   | »Hoću da Znam«       | 3:49 |
| 16.   | »Javi se«            | 4:18 |
| 17.   | »Molitva«            | 5:36 |
| 18.   | »Ljudi nisu isti«    | 2:54 |
| 19.   | »Ludo i brzo«        | 4:53 |
| 20.   | »Rođen loš«          | 2:53 |
| 70:32 |                      |      |